# Alcaucín
Alcaucín er en by og kommune i det sydlige Spanien i provinsen Málaga. Den har et indbyggertal på 2.653 (2024) indbyggere.